# Seznam dílů seriálu Odpočívej v pokoji
Toto je seznam dílů seriálu Odpočívej v pokoji. Americké tragikomické drama Odpočívej v pokoji vysílala v letech 2001 až 2005 televizní stanice HBO.

## Přehled řad
| Řada | Díly | Premiéra v USA  | Premiéra v USA | První díl      | Poslední díl    |
| Řada | Díly | První díl       | Poslední díl   | První díl      | Poslední díl    |
| ---- | ---- | --------------- | -------------- | -------------- | --------------- |
| 1    | 13   | 3. června 2001  | 19. srpna 2001 | 2. března 2002 | 25. května 2002 |
| 2    | 13   | 3. března 2002  | 2. června 2002 | 6. února 2003  | 1. května 2003  |
| 3    | 13   | 2. března 2003  | 1. června 2003 | 3. února 2004  | 27. dubna 2004  |
| 4    | 12   | 13. června 2004 | 12. září 2004  | 1. února 2005  | 19. dubna 2005  |
| 5    | 12   | 6. června 2005  | 21. srpna 2005 | 3. ledna 2006  | 21. března 2006 |

## Seznam dílů

### První řada (2001)
| Č. v seriálu | Č. v řadě | Původní název    | Český název            | Režie           | Scénář             | Datum premiéry    | Datum české premiéry |
| ------------ | --------- | ---------------- | ---------------------- | --------------- | ------------------ | ----------------- | -------------------- |
| 1            | 1         | Pilot            | Odpočívej v pokoji     | Alan Ball       | Alan Ball          | 3. června 2001    | 2. března 2002       |
| 2            | 2         | The Will         | Závěť                  | Miguel Arteta   | Christian Williams | 10. června 2001   | 9. března 2002       |
| 3            | 3         | The Foot         | Noha                   | John Patterson  | Bruce Eric Kaplan  | 17. června 2001   | 16. března 2002      |
| 4            | 4         | Familia          | Familia                | Lisa Cholodenko | Laurence Andries   | 24. června 2001   | 23. března 2002      |
| 5            | 5         | An Open Book     | Otevřená kniha         | Kathy Bates     | Alan Ball          | 1. července 2001  | 30. března 2002      |
| 6            | 6         | The Room         | Pokoj                  | Rodrigo García  | Christian Taylor   | 8. července 2001  | 6. dubna 2002        |
| 7            | 7         | Brotherhood      | Bratrství              | Jim McBride     | Christian Williams | 15. července 2001 | 13. dubna 2002       |
| 8            | 8         | Crossroads       | Křižovatka             | Allen Coulter   | Laurence Andries   | 22. července 2001 | 20. dubna 2002       |
| 9            | 9         | Life's Too Short | Život je příliš krátký | Jeremy Podeswa  | Christian Taylor   | 29. července 2001 | 27. dubna 2002       |
| 10           | 10        | The New Person   | Nový člověk            | Kathy Bates     | Bruce Eric Kaplan  | 5. srpna 2001     | 4. května 2002       |
| 11           | 11        | The Trip         | Cesta                  | Michael Engler  | Rick Cleveland     | 12. srpna 2001    | 11. května 2002      |
| 12           | 12        | A Private Life   | Soukromý život         | Rodrigo García  | Kate Robin         | 19. srpna 2001    | 18. května 2002      |
| 13           | 13        | Knock, Knock     | Ťuky-ťuk               | Alan Ball       | Alan Ball          | 19. srpna 2001    | 25. května 2002      |

### Druhá řada (2002)
| Č. v seriálu | Č. v řadě | Původní název                            | Český název                | Režie          | Scénář            | Datum premiéry  | Datum české premiéry |
| ------------ | --------- | ---------------------------------------- | -------------------------- | -------------- | ----------------- | --------------- | -------------------- |
| 14           | 1         | In the Game                              | Ve hře                     | Rodrigo García | Alan Ball         | 3. března 2002  | 6. února 2003        |
| 15           | 2         | Out, Out Brief Candle                    | Hodně krátká svíčka        | Kathy Bates    | Laurence Andries  | 10. března 2002 | 13. února 2003       |
| 16           | 3         | The Plan                                 | Plán                       | Rose Troche    | Kate Robin        | 17. března 2002 | 20. února 2003       |
| 17           | 4         | Driving Mr. Mossback                     | Převoz pana Mossbacka      | Michael Cuesta | Rick Cleveland    | 24. března 2002 | 27. února 2003       |
| 18           | 5         | The Invisible Woman                      | Neviditelná žena           | Jeremy Podeswa | Bruce Eric Kaplan | 1. dubna 2002   | 6. března 2003       |
| 19           | 6         | In Place of Anger                        | Namísto vzteku             | Michael Engler | Christian Taylor  | 8. března 2002  | 13. března 2003      |
| 20           | 7         | Back to the Garden                       | Zpátky do zahrady          | Dan Attias     | Jill Soloway      | 15. dubna 2002  | 20. března 2003      |
| 21           | 8         | It's the Most Wonderful Time of the Year | Nejkrásnější období v roce | Alan Taylor    | Scott Buck        | 21. dubna 2002  | 27. března 2003      |
| 22           | 9         | Someone Else's Eyes                      | Oči někoho jiného          | Michael Cuesta | Alan Ball         | 28. dubna 2002  | 3. dubna 2003        |
| 23           | 10        | The Secret                               | Tajemství                  | Alan Poul      | Bruce Eric Kaplan | 5. května 2002  | 10. dubna 2003       |
| 24           | 11        | The Liar and the Whore                   | Lhář a děvka               | Miguel Arteta  | Rick Cleveland    | 12. května 2002 | 17. dubna 2003       |
| 25           | 12        | I'll Take You                            | Tebe beru                  | Michael Engler | Jill Soloway      | 19. května 2002 | 24. dubna 2003       |
| 26           | 13        | The Last Time                            | Naposled                   | Alan Ball      | Kate Robin        | 2. června 2002  | 1. května 2003       |

### Třetí řada (2003)
| Č. v seriálu | Č. v řadě | Původní název           | Český název          | Režie             | Scénář                     | Datum premiéry  | Datum české premiéry |
| ------------ | --------- | ----------------------- | -------------------- | ----------------- | -------------------------- | --------------- | -------------------- |
| 27           | 1         | Perfect Circles         | Dokonalé kruhy       | Rodrigo García    | Alan Ball                  | 2. března 2003  | 3. února 2004        |
| 28           | 2         | You Never Know          | Nikdy nevíš          | Michael Cuesta    | Scott Buck                 | 9. března 2003  | 10. února 2004       |
| 29           | 3         | The Eye Inside          | Vnitřní náhled       | Michael Engler    | Kate Robin                 | 16. března 2003 | 17. února 2004       |
| 30           | 4         | Nobody Sleeps           | Nikdo nespí          | Alan Poul         | Rick Cleveland a Alan Ball | 23. března 2003 | 24. února 2004       |
| 31           | 5         | The Trap                | Past                 | Jeremy Podeswa    | Bruce Eric Kaplan          | 31. března 2003 | 2. března 2004       |
| 32           | 6         | Making Love Work        | Aby láska fungovala  | Kathy Bates       | Jill Soloway               | 6. dubna 2003   | 9. března 2004       |
| 33           | 7         | Timing and Space        | Místo a čas          | Nicole Holofcener | Craig Wright               | 13. dubna 2003  | 16. března 2004      |
| 34           | 8         | Tears, Bones and Desire | Slzy, kosti a touha  | Dan Attias        | Nancy Oliver               | 20. dubna 2003  | 23. března 2004      |
| 35           | 9         | The Opening             | Vernisáž             | Karen Moncrieff   | Kate Robin                 | 28. dubna 2003  | 30. března 2004      |
| 36           | 10        | Everyone Leaves         | Všichni odcházejí    | Dan Minahan       | Scott Buck                 | 4. května 2003  | 6. dubna 2004        |
| 37           | 11        | Death Works Overtime    | Smrt pracuje přesčas | Dan Attias        | Rick Cleveland             | 11. května 2003 | 13. dubna 2004       |
| 38           | 12        | Twilight                | Soumrak              | Kathy Bates       | Craig Wright               | 18. května 2003 | 20. dubna 2004       |
| 39           | 13        | I'm Sorry, I'm Lost     | Mrzí mě to, odpusť   | Alan Ball         | Jill Soloway               | 1. června 2003  | 27. dubna 2004       |

### Čtvrtá řada (2004)
| Č. v seriálu | Č. v řadě | Původní název         | Český název        | Režie             | Scénář                      | Datum premiéry    | Datum české premiéry |
| ------------ | --------- | --------------------- | ------------------ | ----------------- | --------------------------- | ----------------- | -------------------- |
| 40           | 1         | Falling into Place    | Rozuzlení          | Michael Cuesta    | Craig Wright                | 13. června 2004   | 1. února 2005        |
| 41           | 2         | In Case of Rapture    | V případě extáze   | Dan Attias        | Rick Cleveland              | 20. června 2004   | 8. února 2005        |
| 42           | 3         | Parallel Play         | Souběžná hra       | Jeremy Podeswa    | Jill Soloway                | 27. června 2004   | 15. února 2005       |
| 43           | 4         | Can I Come Up Now?    | Už můžu?           | Dan Minahan       | Alan Ball                   | 11. července 2004 | 22. února 2005       |
| 44           | 5         | That's My Dog         | To je můj pes      | Alan Poul         | Scott Buck                  | 18. července 2004 | 1. března 2005       |
| 45           | 6         | Terror Starts at Home | Hrůza útočí doma   | Miguel Arteta     | Kate Robin                  | 25. července 2004 | 8. března 2005       |
| 46           | 7         | The Dare              | Výzva              | Peter Webber      | Bruce Eric Kaplan           | 1. srpna 2004     | 15. března 2005      |
| 47           | 8         | Coming and Going      | Příchody a odchody | Dan Attias        | Nancy Oliver                | 8. srpna 2004     | 22. března 2005      |
| 48           | 9         | Grinding the Corn     | Mnutí klásku       | Alan Caso         | Rick Cleveland              | 15. srpna 2004    | 29. března 2005      |
| 49           | 10        | The Black Forest      | Temný les          | Peter Care        | Jill Soloway a Craig Wright | 22. srpna 2004    | 5. dubna 2005        |
| 50           | 11        | Bomb Shelter          | Atomový kryt       | Nicole Holofcener | Scott Buck                  | 29. srpna 2004    | 12. dubna 2005       |
| 51           | 12        | Untitled              | Bez názvu          | Alan Ball         | Nancy Oliver                | 12. září 2004     | 19. dubna 2005       |

### Pátá řada (2005)
| Č. v seriálu | Č. v řadě | Původní název              | Český název         | Režie          | Scénář            | Datum premiéry    | Datum české premiéry |
| ------------ | --------- | -------------------------- | ------------------- | -------------- | ----------------- | ----------------- | -------------------- |
| 52           | 1         | A Coat of White Primer     | Podkladový nátěr    | Rodrigo García | Kate Robin        | 6. června 2005    | 3. ledna 2006        |
| 53           | 2         | Dancing for Me             | Tančíš pro mě       | Dan Attias     | Scott Buck        | 13. června 2005   | 10. ledna 2006       |
| 54           | 3         | Hold My Hand               | Drž mě za ruku      | Jeremy Podeswa | Nancy Oliver      | 20. června 2005   | 17. ledna 2006       |
| 55           | 4         | Time Flies                 | Čas letí            | Alan Poul      | Craig Wright      | 27. června 2005   | 24. ledna 2006       |
| 56           | 5         | Eat a Peach                | Dej si broskev      | Dan Minahan    | Rick Cleveland    | 4. července 2005  | 31. ledna 2006       |
| 57           | 6         | The Rainbow of Her Reasons | Mír v duši          | Mary Harron    | Jill Soloway      | 10. července 2005 | 7. února 2006        |
| 58           | 7         | The Silence                | Ticho               | Joshua Marston | Bruce Eric Kaplan | 17. července 2005 | 14. února 2006       |
| 59           | 8         | Singing for Our Lives      | Píseň našeho života | Matt Shakman   | Scott Buck        | 24. července 2005 | 21. února 2006       |
| 60           | 9         | Ecotone                    | Síla přírody        | Dan Minahan    | Nancy Oliver      | 31. července 2005 | 28. února 2006       |
| 61           | 10        | All Alone                  | Osamělý             | Adam Davidson  | Kate Robin        | 7. srpna 2005     | 7. března 2006       |
| 62           | 11        | Static                     | Nehybný             | Michael Cuesta | Craig Wright      | 14. srpna 2005    | 14. března 2006      |
| 63           | 12        | Everyone's Waiting         | Všichni čekají      | Alan Ball      | Alan Ball         | 21. srpna 2005    | 21. března 2006      |